# Göran Nilzén
Ernst Göran Nilzén, född 5 november 1941 i Uppsala, är en svensk historiker. 
Efter studier vid Stockholms universitet blev han filosofie doktor 1971 och 1975 docent i historia. Han har arbetat vid Riksarkivet i flera befattningar och från 1976 arbetade han vid myndigheten Svenskt biografiskt lexikon, först som redaktör och från 1984 till 2003 som huvudredaktör.
Han är son till professor Åke Nilzén.